# Wacław Cimochowski
Wacław Cimochowski (ur. 22 grudnia 1912 w Kursku, zm. 4 lipca 1982 w Gdyni) – polski filolog, specjalizujący się w językoznawstwie indoeuropejskim, szczególnie albanistyce.
Studiował językoznawstwo na Uniwersytecie Stefana Batorego, gdzie jego wykładowcą był m.in. Jan Otrębski. Dokształcał się także w Wiedniu, studiując albanistykę (u Norberta Jokla) i sanskryt.
W czasie II wojny światowej pracował jako robotnik kolejowy i budowlany. W latach 1945–1948 pracował w Państwowym Urzędzie Repatriacyjnym w Lublinie.
W 1948 uzyskał na Uniwersytecie Poznańskim stopień doktora. Promotorem był Jan Otrębski. Rozprawa Dialekt północnoalbański wsi Duśmani była pierwotnie przygotowywana przed rokiem 1939 w języku niemieckim. Ten opis północnoalbańskiego dialektu wsi Dushmani był jednocześnie pierwszym pełnym opisem nieliterackiego rodzaju albańskiej mowy.
W latach 1948–1955 (i później 1960–1972) zatrudniony był na Uniwersytecie Poznańskim. Od 1954 do 1978 roku pracował na Uniwersytecie Mikołaja Kopernika. Kierował tam Zakładem Językoznawstwa Ogólnego. Dwukrotnie (1962–1964 oraz 1969–1972) pełnił funkcję dziekana Wydziału Humanistycznego tej uczelni. Współpracował też z Wyższą Szkołą Pedagogiczną w Gdańsku (1957–1960).
Do jego dorobku naukowego należy szereg prac z zakresu pochodzenia i rozwoju historycznego języka albańskiego. Niektóre jego prace zostały wydane w tomie Studia Albanica (pod red. prof. Ireny Sawickiej).

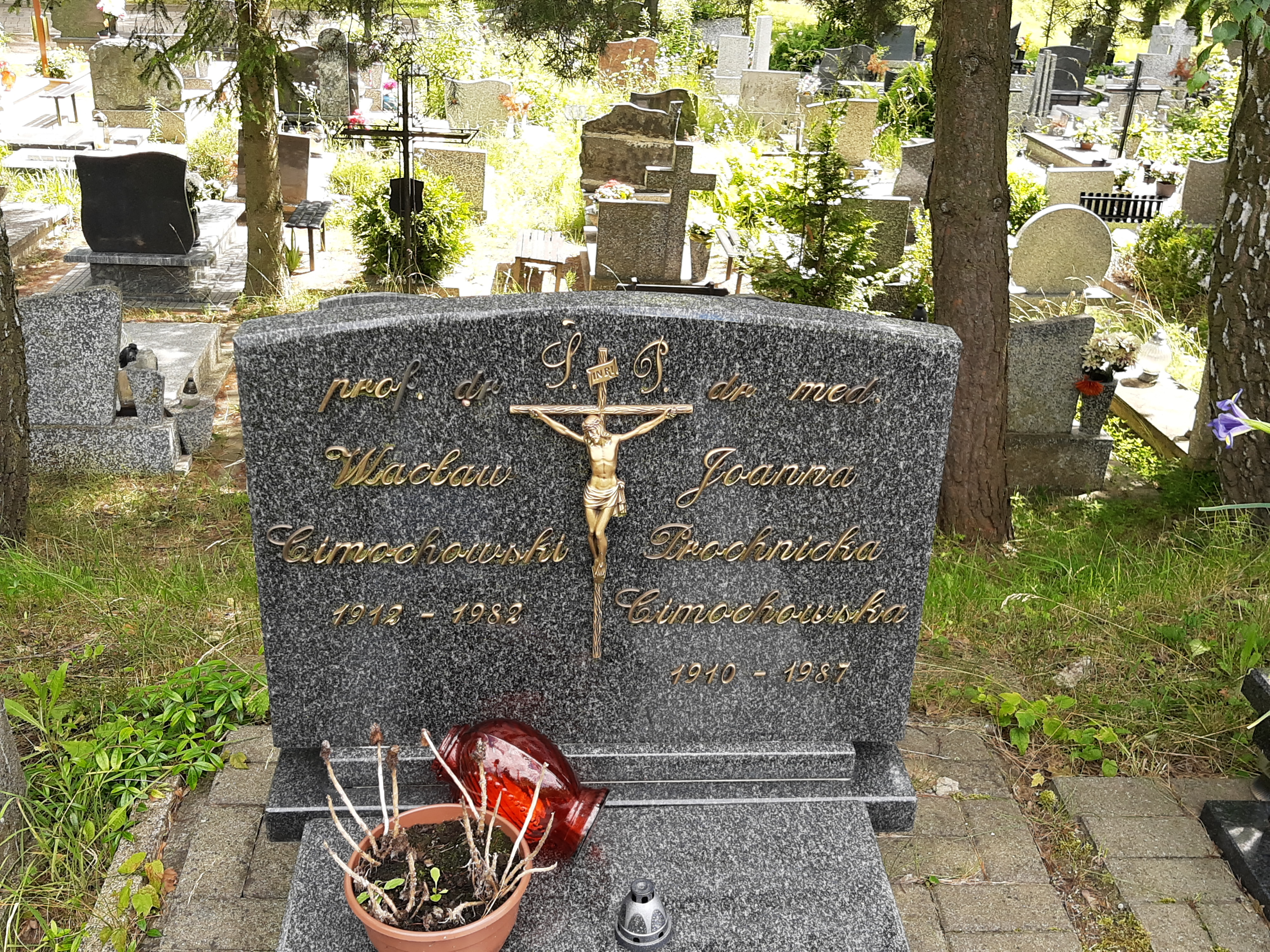
Grób prof. Wacława Cimochowskiego na cmentarzu w Gdyni-Małym Kacku

Zmarł w Gdyni, pochowany został na cmentarzu komunalnym w Małym Kacku (kwatera 31-15-10).